# Margaret McCord
Margaret McCord Nixon (* 7. November 1916 in Durban, Südafrika; † 29. März 2004 in Carlisle, Massachusetts, geborene Margaret McCord, auch bekannt als Peg Nixon) war eine südafrikanische Autorin.

## Leben
Margaret McCord wurde 1916 als jüngstes von sechs Kindern des englischen Arztes und Missionars James McCord und seiner englischsprachigen südafrikanischen Frau geboren. Sie wuchs in Durban auf, wo ihr Vater das McCord Hospital gegründet hatte und der schwarzen Bevölkerung medizinische Versorgung bot. Mitte der 1930er Jahre zog sie in die USA, um am Oberlin College in Ohio zu studieren. Dort lernte sie ihren Mann kennen.
Schon zu ihrer Kinder- und Jugendzeit war McCord mit Katie Makanya (1873–1963) vom Volk der Zulu befreundet, die im Krankenhaus ihres Vaters arbeitete. Makanya machte McCord mit der Geschichte und den Traditionen der Zulu vertraut und gab ihr den Zulu-Namen Ntombikanina. 1954 kehrte McCord nach Südafrika zurück und nahm in vielen Sitzungen Makanyas Lebensgeschichte auf Tonband auf und transkribierte sie anschließend.
Die auf diesen Tonbändern und Mitschriften basierende Biografie The Calling of Katie Makanya: A Memoir of South Africa veröffentlichte McCord erst 40 Jahre später, als sie selbst bereits fast 80 Jahre alt war. Das Buch wurde mehrfach ausgezeichnet und gewann 1996 unter anderem den renommierten südafrikanischen Literaturpreis Alan Paton Award.
McCord war bis zur Scheidung 1981 mit Charles Nixon, Professor für Politikwissenschaften, verheiratet und lebte in Venice, Kalifornien. Sie hatten zwei gemeinsame Kinder. Sie starb bei ihrer Tochter in Carlisle, Massachusetts, an Krebs.

## Werke
- The Calling of Katie Makanya: A Memoir of South Africa. Wiley, New York 1995, ISBN 0-471-17890-X.

## Auszeichnungen
- 1996: Alan Paton Award für The Calling of Katie Makanya: A Memoir of South Africa